# 谢立华
谢立华（？—），男，福建福州人，新加坡控制论专家，南洋理工大学电气与电子工程学院教授，新加坡工程院院士。主要从事鲁棒控制、网络控制、定位与无人系统领域研究。

## 生平
1979年进入南京华东工程学院系统工程专业学习，1983年毕业后留校深造，1986年获硕士学位，其后留校自动控制系任助教和讲师。1989年赴澳大利亚纽卡斯尔大学攻读博士，1992年获博士学位。此后就职于新加坡南洋理工大学电子与电气工程学院。2006年至2010年，担任教育部长江学者讲座教授（华南理工大学）。